# Suarezia differens
Suarezia differens là một loài chân đều trong họ Scleropactidae. Loài này được Barnard miêu tả khoa học năm 1959.